# Блюментрост, Иван Лаврентьевич
Ива́н Лавре́нтьевич Блюментро́ст (1676, Москва — 1756, Санкт-Петербург) — известный аптекарь, глава Медицинской канцелярии в 1721—1730 годах. Лейб-медик Петра I, Екатерины I и царевича Алексея.

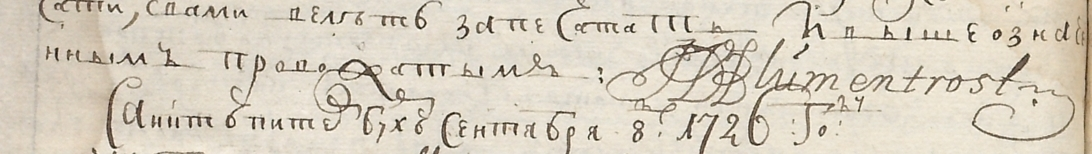
Подпись Иоганна Блюментроста

## Биография
Средний сын Л. А. Блюментроста.
Для получения образования в 1698 году выехал в Германию. Обучался в течение двух лет в Кёнигсберге, позже в 1700 году отправился продолжать обучение в Галле, где в 1702 году защитил диссертацию «Теория и практика пульса».
Путешествуя, он посетил Голландию, побывал в Лейденском университете и вернулся морем через Архангельск в Москву.

### Карьера
Стал одним из соратников Петра I, в 1707 году он определён в лейб-медики к царскому наследнику и молодым княжнам, позже назначен полковым врачом, сопровождал императора в военных походах.
В Санкт-Петербурге жил в Немецкой слободе в одном доме с братом Л. Л. Блюментростом.
Высочайше представил проект преобразования медицинского дела в России.
За верную и беспорочную службу он получил от государя в 1718 году в подарок Гатчинскую мызу и по 1732 год являлся её владельцем, где ему приписывается устройство первого регулярного аптекарского огорода.
По утверждению этого проекта назначен архиатром (главой медицинской службы России), и в период 1721-1730 годов возглавлял Медицинскую канцелярию (с 1722 — президент). С 1720-х годов для работы был определён участок для Аптекарских огородов и недалеко от его дома было построено новое ведомственное здание.
В 1728 году в Москве по его инициативе открыт прообраз современной поликлиники — учреждена лечебница для приходящих больных при Московской придворной аптеке.
Карьера пошла на спад после смены власти — при Анне Ивановне впал в немилость, и в 1731 году был отстранён от должности по причине якобы найденных беспорядков в аптеке.
Указом императрицы он был уволен в отставку, его имения (кроме усадьбы Куммолово) были отняты.
Когда дом в Москве сгорел во время пожара, известный врач состоял в крайней нужде и был вынужден просить «вспоможения» у казны.
В возрасте 79 лет Иван Блументрост скончался и был похоронен возле храма Самсония Странноприимца на Малой Невке в Петербурге на одном кладбище с братом Лаврентием.
Труды
По распоряжению императора Петра I в 1700 году написал книгу об обязанностях лагерного врача — «блюстителя здравия в Московском войске».